# Pensionato Artístico do Estado de São Paulo
Pensionato Artístico do Estado de São Paulo foi uma instituição criada em 22 de abril de 1912 pelo Governo paulista, através do decreto n. 2.234, sendo presidente do Estado Manuel Joaquim de Albuquerque Lins e secretário de Estado nos Negócios do Interior Altino Arantes.

## Finalidade
O Pensionato tinha por finalidade promover o desenvolvimento da produção artística no Estado, uma vez que São Paulo não tinha nenhum instituto de ensino superior na área de artes plásticas, de música ou de canto. Para esse fim concedia bolsas de estudo a serem cumpridas na Europa aos estudantes que a requeressem e fossem julgados merecedores do benefício.

## A Bolsa
Os artistas contemplados recebiam uma passagem de primeira classe e quinhentos francos mensais para estudarem em Roma ou em Paris. O prazo da bolsa era de cinco anos, prorrogáveis por mais dois. Em troca, comprometiam-se os bolsistas a remeter ao Brasil prova do seu aproveitamento nos estudos. Deviam mandar obras originais, esboços, partituras, programas de concertos ou de exposições de que participassem, bem como de jornais que relatassem ou mesmo noticiassem esses trabalhos.

## Critérios para concessão
Não era nada fácil obter a bolsa do Pensionato. Segundo o decreto que o criou, havia uma comissão que julgava os candidatos merecedores do benefício. Participaram dessa comissão nomes conhecidos como Ramos de Azevedo, Oscar Rodrigues Alves Filho, Olívia Guedes Penteado, João Maurício Sampaio Viana e outros já que deveria haver um rodízio entre seus membros. Na realidade, apesar da existência dessa comissão, quem decidia sobre a ida ou não do candidato ao exterior era o senador estadual José de Freitas Valle. Homem de forte influência na política estadual, ao senador era dado o poder da escolha do pretendente a quem seria concedida a bolsa. Se não conhecesse o candidato ou se ele não lhe fosse simpático, a bolsa seria negada.

## Extinção do Pensionato
O Pensionato durou até 1931, quando foi extinto pelo recente governo Getúlio Vargas.

## Alguns beneficiados
Foram beneficiados com bolsas fornecidas pelo Pensionato do Estado: Paulo do Valle Júnior, José Wasth Rodrigues, Paulo Vergueiro Lopes de Leão, Francisco Mignone, João de Sousa Lima, Anita Malfatti, Helena Pereira da Silva Ohashi, Tulio Mugnaini, Victor Brecheret, Diógenes de Campos Ayres, Alípio Dutra, Gastão Worms, Mozart Camargo Guarnieri e outras promessas na pintura, na escultura, na música e no canto.